# تیتانیوم در زمین‌دماسنجی با زیرکون

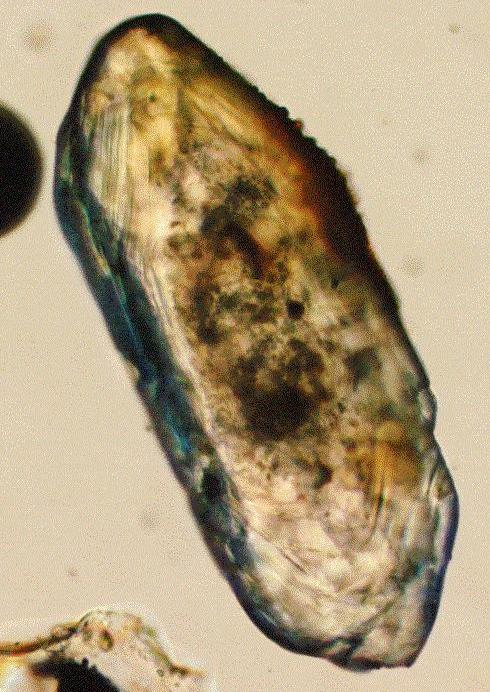
کریستال زیرکون به طول ۲۵۰ میکرومتر (تصویر میکروسکوپ نوری)

تیتانیوم در زمین‌دماسنجی با زیرکون (به انگلیسی: Titanium in zircon geothermometry) روشی برای اندازه‌گیری دمای زمین است که با استفاده از آن می‌توان دمای تبلور مجدد یک کریستال زیرکون را با مقداری اتم‌های تیتانیوم که تنها در شبکه کریستال یافت زیرکون می‌شوند برآورد کرد. در کریستال‌های زیرکونیوم، تیتانیوم عموماً ترکیب شده‌است، که می‌توان اتم‌های زیرکونیوم و سیلیکون را جایگزین تیتانیوم کرد. این فرایند (جایگزینی سیلیکون و زیرکونیوم به جای تیتانیوم) متأثر از فشار نیست و به دمای بالا وابسته است که تیتانیوم با افزایش دما به صورت نمایی افزایش پیدا می‌کند و این باعث روش دقیق دماسنجی هندسی می‌شود.
این روش اندازه‌گیری تیتانیوم در زیرکون‌ها برای برآورد دماهای خنک‌کننده در کریستال و پی بردن به شرایط کریستاله شدن می‌توان استفاده کرد. تغییرات ترکیبی که در رشد حلقه‌های کریستال به وجود آمده‌است را می‌توان برای برآورد تاریخ ترمودینامیکی کل کریستال استفاده کرد. این روش مفید است و می‌توان با تکنیک‌های رادیومتری ترکیب کرد که عموماً در کریستال‌های زیرکونیوم استفاده می‌شود. از این روش می‌توان برای برآورد شرایط اولیه زمین، تعیین دگرگونی یا تعیین منبع زیرکون‌های آهکی از جمله موارد دیگر استفاده کرد.

## زیرکون

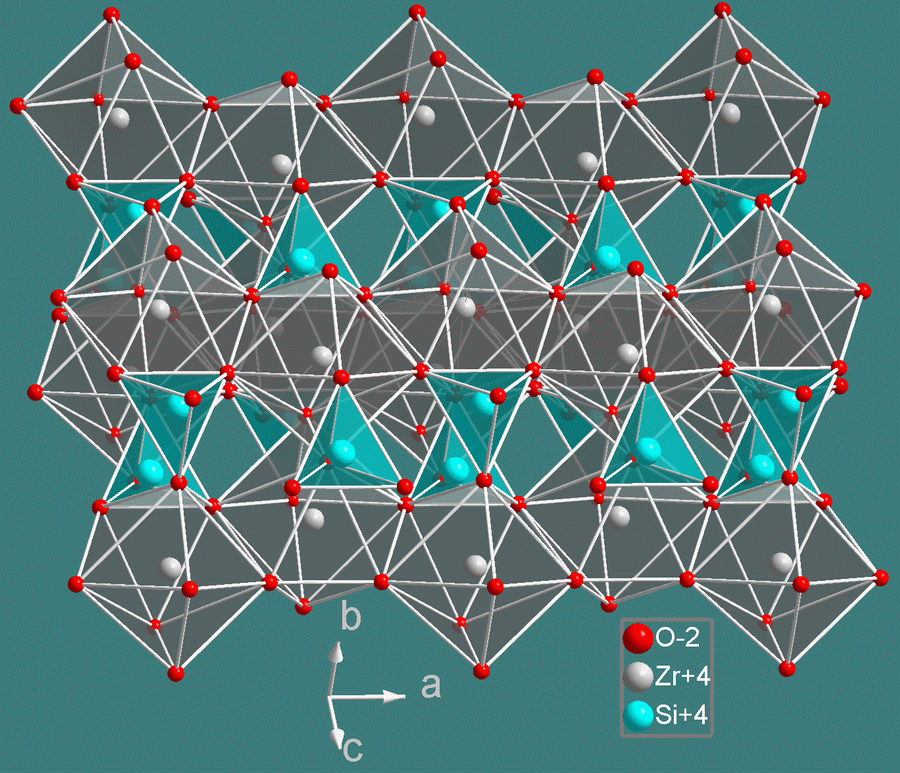
ساختار کریستالی زیرکون

زیرکون ((Zr1-y , REEy) (SiO4) 1-x (OH) 4x-y)) یک ماده معدنی ارتوسیلیکات است که معمولاً به عنوان یک ماده معدنی فرعی در سراسر پوسته زمین یافت می‌شود. بواسطه ساختار کریستالی و ژئوشیمی که زیرکون‌ها دارند عموماً یک ماده معدنی که مورد تجزیه و تحلیل قرار می‌گیرد به دلیل اینکه برای زمین شناسان به عنوان ژئوکرنومتر و ژئوترمومتر مفید است.
از نظر شیمیایی، زیرکون یک ماده معدنی مفید است به دلیل اینکه توانایی ترکیب بسیاری از عناصر کمیاب را به صورت بین نشینی در خودش دارد. بسیاری از این عناصر کمیاب برای رادیومتری استفاده می‌شوند که باعث پیرسازی کریستال می‌شوند؛ که این عناصر کمیاب مثل اورانیوم، توریوم عناصر نادر خاکی (REE) مانند ایتریوم و لانتانوم شناخته شده‌اند. با این حال انرژی پتانسیل شیمیایی جانشینی عناصر نادر خاکی (REE) به خوبی نمی‌توان فهمید. بنابراین برای تعیین دمای تبلور مجدد مناسب نیست (حلالیت این عناصر در زیرکون صورت بین نشینی است). تیتانیوم در زیرکون از ابتدا قرار گرفته‌است و نرخ تغییر تیتانیوم در زیرکون به تفصیل مورد مطالعه قرار گرفته‌است. تیتانیوم یک ترکیب یونی چهارظرفیتی است که بسته به دمای مکانیزم زیرکونیوم و سیلیکون می‌توانند جایگزین آن (تیتانیوم) شوند. برای زیرکون‌ها حضور تیتانیوم اکسید TiO2 برای مثال روتیل معدنی، این فرایند جانشینی رایج است و می‌توان زیرکون را اندازه گرفت. زیرکون همچنین مفید است زیرا ترکیب آن با عناصر دیگری مانند اورانیوم، لانتانوم، ساماریوم، , و اکسیژن را می‌توان تجزیه و تحلیل کرد و زیرکون باعث رسوب سختی و و رشد کریستال در این عناصر در این عناصر می‌شود.
از نظرحراراتی، زیرکون در برابر تغییرات دما مقاوم است. زیرکون تا دمای ۱۶۹۰ °Cدر فشار محیط پایدار است و ضریب انیساط حراراتی کمی هم دارد. کریستال‌های زیرکون همچنین برخی از غیرقابل فشرده‌ترین مواد معدنی سیلیکات‌ها هستند. پایداری بالای زیرکون‌ها همچنین به آن‌ها این اجازه را می‌دهد که اظراف مواد معدنی سیلیکات‌ها، ناخالصی‌ها، اطراف مذاب متبلور شوند که این نشان دهنده مگما (ماده طبیعی مذاب یا نیمه‌مذاب است که از آن همه سنگ‌های آذرین تشکیل می‌شوند) در دما و فشار ویژه است. این اساساً کپسول زمانی را تشکیل می‌دهد که نگاهی اجمالی به شرایط گذشته‌است که در آن کریستال شکل گرفته‌است.
زیرکون‌ها نگهدارنده ایزتوپ‌ها در ترکیب خود هستند و بنابراین برای مطالعه کمی مفید هستند. کاتیون‌ها مانند عناصر نادر خاکی (REE)، اورانیوم (U)، سرب (Pb) و تیتانیوم (Ti) به آرامی در زیرکون‌ها پخش می‌شوند، و مقادیر اندازه‌گیری شده کاتیون‌های پخش شده در مواد معدنی زیرکون در شرایط مذاب اطراف کریستال در طول رشد قابل شخیص است. این سرعت آهسته نفوذ بسیاری از عناصر (کاتیون‌ها) که با زیرکون ترکیب شده‌اند باعث می‌شود که کریستال‌های زیرکون به احتمال زیاد منطقه‌بندی ترکیبی را تشکیل دهد؛ که ممکن است نشان‌دهنده ناحیه نوسانی یا منطقه‌بندی بخش باشد به عنوان ترکیب مذاب یا شرایط انرژی با گذشت زمان در اطراف کریستال تغییر می‌کند. این ناحیه‌ها تفاوت‌های ترکیبی بین هسته و لبه کرستال را نشان می‌دهد، شواهد قابل توجهی از تغییرات در شرایط مذاب را ارئه می‌دهد. سرعت نفوذ آهسته کاتیون‌ها همچنین از آلودگی جلوگیری می‌کند که و بوسیله نشت یا از بین رفتن ایزوتوپ‌ها از کریستال‌ها ایجاد شده‌اند و اندازه‌گیری دقیق را افزایش می هد.

## روش انجام آزمایش
در این بخش فرایند اندازه‌گیری مقدار تیتانیوم از زیرکون‌ها بررسی خواهد شد، ابتدا نمونه‌ها جمع‌آوری شده، جداسازس مواد معدنی، بعد مانت می‌کنیم تا آنالیز میکروب پرآب انجام شود و در پایان با المان میکرو مقدار تجزیه و تحلیل انجام خواهد شد. وقتی که سنگ جمع‌آوری شد، زیرکن‌ها با استفاده از یک سری تکنیک‌ها از جمله استفاده از غربال (sieve)، مایع سنگین (heavy liquid)، میز لرزش و جداسازی مغناطیسی (magnetic separation) استخراج می‌شوند تا مواد معدنی بر اساس چگالی و خواص مختلف از زیرکون‌ها جدا شوند. بعد جداسازی زیرکون‌ها کریستال‌های زیرکون توسط اپوکسی یا لغزش روی دیسک فلزی مانت می‌شودجایی که می‌توان نصف ضخامت زیرکون‌ها را تراشید تا ساختار داخلی آن‌ها ظاهر شود. از اینجا، زیرکون‌های نصف شده را می‌توان با استفاده از کاتدولومینسانس (cathodoluminescence) تصویربرداری کرد تا هرگونه ساخمان غشایی در مواد معدنی را دید. اگر ساختار داخلی (غشاء) آشکار باشد، می‌توان اندازه‌گیری‌های متعددی از فراوانی‌های تیتانیوم از مرکز به به سمت لبه بدست آورد تا تکامل دما از کریستال را بدهد.
مرحله آخر می‌توان فراوانی تیتانیوم در یک مکان خاص روی کریستال زیرکون توسط یک میکروپراب یونی را اندازه گرفت. برای این منظور، ترکیبات شیمیایی زیرکون‌ها با استفاده از طیف‌سنج جرمی یون ثانویه (secondary ion mass spectrometry) اندازه‌گیری می‌شود. نمونه‌های زیرکون توسط اشعه از یون‌های اولیه بمباران می‌شود و از میزان بار و جرم یون‌های ثانویه که از نمونه برگشت داده می‌شوند استفاده می‌شود تا ترکیب شیمیایی زیرکون در نقطه تماس اندازه‌گیری شود. مقدار کمی برای تیتانیوم سپس با یک رابطه شناخته شده از اختلاط تیتانیوم و درجه حرارت مقایسه می‌شود تا دمای تبلور آن منطقه از زیرکون تعیین شود. رابطه تیتانیوم با درجه حرارت با استفاده از زیرکون‌های رادیومتری با دماب ذوب شناخته شده از اطراف سنگ محاسبه خواهد شد. این اندازه‌گیری تیتانیوم در زیرکون را می‌توان چندین بار در منطقه زیرکون انجام داد، که ممکن است تکامل دما ناشی از بسیاری از وقایع زمین‌شناسی را ثبت کند.

## کاربرد
با استفاده از این تکنیک، دمای تبلور زیرکون‌ها را می‌توان تخمین زد که مای تبلور زیرکون دمای خنک‌کننده کریستال را تخمین می‌زند. تکنیک‌های زمین سنجی مانند این تکنیک می‌تواند شواهدی برای تغییر دما در محیط‌های مختلف ، تکامل ترمودینامیکی سنگ‌ها، تغییر تدریجی شیب زمین گرمایی در طول زمان زمین‌شناسی و تعیین منشأ رسوبات مضر را فراهم کند.
تیتانیوم در هندسه زیرکون می‌توان استفاده کرد تا زیرکون را در سنگ‌های متامورف (metamorphic rocks) پیدا کرد تا دما و فشار را در طول شرایط متاوریسم تخمین زد. این (تیتانیوم در هندسه زیرکون) به شناسایی صورت متاموریک و موقعیت زمین‌شناسی تشکیل سنگ متاموریک کمک می‌کند. همچنین تیتانیوم می‌تواند در سنگ‌های رسوبی (sedimentary rock) مورد استفاده قرار گیرد تا به شناسایی منبع مواد معدنی مضر در این سنگ‌ها کمک کند. با این حال، ممکن است این کریستال‌ها گاهی اوقات با افزودن تیتانیوم از خارج که به نقاط شکست آن‌ها نفوذ پیدا می‌کند، آلوده شوند.

## خطا و محدودیت
تیتانیوم در هندسه زیرکون یک روش نسبتاً قابل اعتماد و دقیق برای تعیین دمای تبلور زیرکون‌ها، با خطای تنها ۱۰–۱۶ درجه سانتیگراد محسوب می‌شود. با این وجود چندین محدودیت و فرض استفاده شده در این تکنیک وجود دارد که حاشیه خطا (۱۰ تا ۱۶ درجه سانتی گراد) را افزایش می‌دهد.
محدودیت عمده این روش این است که فقط در سیستم‌هایی که حاوی تیتانیوم یا ماده معدنی روتیل (TiO2) هستند قابل استفاده است. سیستم‌هایی که فاقد تیتانیوم یا مقدارکمی تیتانیوم دارند، این روش (تعیین دمای تبلور زیرکون‌ها) بی‌معنی است، زیرا زیرکون‌ها در صورت وجود در ذوب ماگمایی، تیتانیوم را در خود جای نمی‌دهند. با این حال، مدلهای اخیر توانایی زیرکون را در جایگزینی سیلیکون یا زیرکونیوم موجود در بلور با تیتانیوم با استفاده از فعالیتهای مستقل از سیلیکون و زیرکون در نظر گرفته‌اند. این امر به دلیل فراوانی سیلیکون در پوسته زمین، کاربردهای بالقوه زیرکونهای با منشأ ناشناخته را گسترش داده‌است. در برخی از بلورهای زیرکون، ناخالصی‌های کوارتز معدنی (SiO2) برای اثبات وجود سیلیکون در حین تبلور، استفاده می‌شود، بنابراین استفاده از این هندسه سنجی را تأیید می‌کند.
با توجه به فراوانی عناصر رادیواکتیو که می‌توانند با زیرکون‌ها ترکیب شوند، زیرکون‌ها حساس به پوسیدگی رادیواکتیو از طریق فرایند متامیزاسیون (metamictization) می‌باشند. عناصر رادیواکتیو درون پوسیدگی کریستال شبکه، باعث بمباران شدن کریستال داخلی زیرکون می‌شوند. بمباران زیرکون توسط ذرات رادیواکتیو باعث می‌شود، کریستال زیرکون تضعیف شود و باعث ترک خوردن و ازبین رفتن کریستال می‌شود. این احتمال ناهمسانگردی کریستال، اثر تیتانیوم یا سایر عناصر را افزایش می‌دهد.
یکی دیگر از مشکلات میکروآنالیز، آلودگی سطحی تیتانیوم که روی سطوح خارجیایجاد می‌کند است. مطالعات اخیر ابراز نگرانی از پوشش طلا روی سطح از میکروپروب یونی، که حاوی مقادیر کمی از تیتانیوم (1 ppm) است، (تیتانیوم) می‌تواند هنگام اندازه‌گیری خطا ایجاد کند. در زیرکونهای آهکی که در منابع رسوبی یافت می‌شوند، یک پوشش اکسید تیتانیوم روی سطح و در شکستگی زیرکون‌ها نیز می‌تواند کریستال را با استفاده از تیتانیوم اضافی آلوده کند.
مطالعات اخیر همچنین نشان داده‌اند که عوامل ناشناخته دیگری وجود دارد که به ترکیب تیتانیم در زیرکون‌ها کمک می‌کند. فعالیت شیمیایی SiO2، واریانس فشار، تبلور عدم تعادل از مذاب، تأخیر در رشد کریستال در ذوب‌های هیدروژن یا تعویض قانون غیر هنری (Henry's Law) در کریستال‌های زیرکون، همگی ممکن است در تغییر دمای تبلور پیش‌بینی شده نقش داشته باشند.
این تکنیک همچنین با فرضیات متعددی محدود شده‌است که، در عین حال معتبر، ممکن است در شرایط خاص ناسازگار باشد. مطالعات آزمایشگاهی از فشارهای ثابت هنگام محاسبه دمای خنک‌کننده استفاده کرده‌اند و فرض بر این است که فشار نقش مهمی در ترکیب تیتانیوم ندارد. هنگام برآورد دمای خنک‌کننده، افزایش فشار با افزایش تخمین دما در نظر گرفته می‌شود و در نتیجه عدم اطمینان تخمین‌ها افزایش می‌یابد.